# Cronologia das enchentes no Rio Grande do Sul em 2024
As enchentes no Rio Grande do Sul em 2024 referem-se às inundações que ocorrem no estado brasileiro do Rio Grande do Sul entre o final de abril e início de maio de 2024. O governo gaúcho classificou a situação como "a maior catástrofe climática" da história do estado.

## Abril
- 27 de abril de 2024 - Áreas do rio Pardo começam a ser afetadas por fortes chuvas e granizo.[2]
- 29 de abril de 2024 - O Instituto Nacional de Meteorologia (INMET) emite o primeiro alerta vermelho de volume elevado de chuva.[2]
- 30 de abril de 2024 - São registradas as primeiras cinco mortes. Dezoito pessoas estão desaparecidas naquele momento e 77 municípios são considerados impactados pela água. Duas pontes foram destruídas.[2]

## Maio
- 1 de maio de 2024 - O Rio Grande do Sul decreta estado de calamidade pública, são registrados mais 5 óbitos, já são 114 municípios e mais de 19 mil pessoas afetadas. Entre as causas das mortes estão descarga elétrica, afogamento e deslizamentos de terra, segundo a Defesa Civil.[2]
- 2 de maio de 2024 - O número de vítimas fatais dispara, com 19 novas mortes registradas em 24 horas, totalizando 29 óbitos. Mais de 4.500 pessoas já estão em abrigos em todo o Estado. A Defesa Civil adverte que a barragem da Usina Hidrelétrica (UHE) 14 de Julho, localizada entre Cotiporã e Bento Gonçalves, na Serra do Rio Grande do Sul, está em processo de colapso. Famílias nas áreas de risco começam a ser evacuadas. Na região metropolitana de Porto Alegre, a Defesa Civil alerta que o Lago Guaíba está prestes a transbordar.[2]
- 3 de maio de 2024 - Metade do estado já é afetada, contabilizando 265 municípios. As mortes chegam a 39. Além disso, 68 pessoas estão desaparecidas. O Lago Guaíba ultrapassa a marca histórica de 1941 e alcança o nível inédito de 4,77 metros. Isso causa inundações em diversos bairros da capital do estado, Porto Alegre, incluindo o centro histórico. Ainda em Porto Alegre, a rodoviária e os centros de treinamento do Internacional e do Grêmio ficam debaixo d’água. A Defesa Civil alerta para o rompimento parcial da barragem 14 de Julho e adverte que moradores de sete municípios da região devem sair das áreas de risco e procurar abrigos. O órgão também coloca o rio Taquari em situação de inundação severa. No mesmo dia, 2 saídas de Porto Alegre foram danificadas, restringindo a entrada e saídas de pessoas pela zona norte da cidade.[2]
- 4 de maio de 2024 - A estatística chegava a 55 mortos e com 74 desaparecidos, superando o número de mortes das enchentes de 2023. Além dos danos a casas e prédios, a infraestrutura pública também havia sido atingida: mais de 400 mil pontos sem energia elétrica e pelo menos 186 municípios sem sinal de internet e telefone, mais de 1 milhão de usuários estavam sem abastecimento de água.[2]
- 5 de maio de 2024 - Ja eram conhecidos 78 óbitos e 175 feridos. Já são 341 municípios afetados, ou mais de 840 mil pessoas. Em entrevista coletiva ao lado do presidente Luiz Inácio Lula da Silva, o governador Eduardo Leite do estado do rio grande do sul comparou o plano de reconstrução do estado como o Plano Marshall comparando o cenário a um "cenário de guerra". Centenas de ONGs e grupos espontâneos criados por brasileiros em diversos estados do país e no exterior faziam arrecadações em dinheiro e mantimentos de primeira necessidade para envio.[2]
- 6 de maio de 2024 - O lago guaíba chega a média histórica de 5,33 metros, ultrapassando 2,33 metros da cota de inundação que é de 3 metros. Já são 85 óbitos confirmados, e 385 dos 497 municípios do estado já foram atingidos de alguma forma. O aeroporto internacional Salgado Filho, em Porto Alegre, foi fechado por tempo indeterminado.[2]
- 7 de maio de 2024 - Os óbitos chegam a 90, e o número de desaparecidos continua a aumentar chegando a 132. O número de desabrigados chegou a quase 160 mil. A intensidade da chuva começou a diminuir, mas o nível dos principais rios continuava elevado, e muitas cidades permaneciam com bairros inteiros sob a água.[2]
- 8 de maio de 2024 - Mais 10 óbitos são registrados e chegam a 100, com uma leve queda no número de desaparecidos para 130. Mais de 500 mil pessoas estavam sem água, incluindo 85% da população de Porto Alegre. Uma frente fria chegou ao Estado, derrubando as temperaturas e causando mais chuvas e ventos fortes, além de riscos de raios e trovoadas.[2]
- 9 de maio de 2024 - Já somam-se 107 mortos e 136 desaparecidos. Mais de 1,7 milhão de pessoas afetadas, em 425 municípios do estado. Com o desabastecimento, supermercados ficaram lotados de pessoas em busca de água mineral e alimentos básicos; postos de gasolina ficaram desabastecidos após grande procura. Mas o caos também faz muita gente se ver forçada a sair de Porto Alegre. O destino principal é o litoral norte do estado, que não havia sido afetado. As chuvas deram uma trêgua no estado o que permitiu algumas famílias voltarem as suas residências no vale do Taquarí.[2]
- 10 de maio de 2024 - O Rio Grande do Sul contabiliza 126 mortos, 141 desaparecidos e 756 feridos. Cerca de 1,9 milhão de pessoas foram afetadas em 441 municípios, com 340 mil tendo que deixar suas casas e 71 mil alojadas em abrigos. O padrão meterológico do dia anterior permanecia e as autoridades começaram o primeiro trabalho de limpeza.[2]
- 11 de maio de 2024 - As autoridades locais contabilizam 136 mortos, 125 desaparecidos e 806 feridos. O Estado ultrapassa a marca de 2 milhões de pessoas afetadas em 446 municípios. O Rio Grande do Sul volta a registrar chuvas em vários pontos. O Lago Guaíba havia atingido 4,57 metros, o menor nível desde o início da enchente. No entanto, à noite, o nível começou a subir novamente. Em Porto Alegre choveu entre 25 e 30 m.[2]
- 12 de maio de 2024 - O número de mortos subiu para 145 e há 132 desaparecidos. Mais de 600 mil pessoas estão fora de casa. O nível do Guaíba deve subir novamente e pode alcançar 5,50 metros, o que seria um novo recorde. No sul do estado, a Lagoa dos Patos continua a subir. As consequências da enchente começam a avançar para a cidade de Rio Grande, com sua importância portuária nacional. A situação meteriológica varia por todo o estado, porém o frio é predominante por todo território.[3]
- 13 de maio de 2024 - Houve outras 3 mortes registradas elevando o número para 148. As chuvas pararam deixando uma onda de frio em todo estado, com regiões registrando geadas como na Serra Gaúcha (que havia sido afetada pelas enchentes) e a região de Campanha (que não havia sido afetada).[4] Municípios como Canoas e Pelotas estão orientando a evacuação de áreas de risco, e nas regiões do Vale do Taquari e Caí, os moradores já precisam sair de casa. Em Porto Alegre, o lago Guaíba está subindo 14 centímetros em quatro horas.[5]
- 14 de maio de 2024 - O presidente Luiz Inácio Lula da Silva está indicando um representante do governo federal para atuar de forma permanente no Rio Grande do Sul enquanto dura a calamidade pública no estado, posteriormente o indicado para o cargo foi o Ministro-chefe da Secretaria de Comunicação Social, Paulo Pimenta que foi nomeado como Ministro-chefe da Secretaria Extraordinária da Presidência da República de Apoio à Reconstrução do Rio Grande do Sul.[6][7] O número de vítimas dos temporais e enchentes que assolam o estado desde o final de abril chegou a 149. O boletim da Defesa Civil ainda registra 112 desaparecidos e 806 feridos. O nível do Guaíba atingiu 5,20 metros na manhã e voltou a avançar sobre ruas em Porto Alegre; uma das áreas afetadas é a do bairro Lami, na Região Sul.[8] São 538,2 mil gaúchos desalojados (em casas de amigos ou parentes) e outros 77,4 mil em abrigos, superando populações de Rio Branco, Macapá, Vitória, Porto Velho, Boa Vista, Florianópolis, Aracaju e Palmas.[9]
- 15 de maio de 2024 - O número de mortos manteve-se estável e as chuvas cessaram. O Lago Guaíba registou uma leve queda mantendo-se em 5,21m, 2,21 m a cima da cota de inundação.[10] O frio manteve-se presente, cidades registraram temperaturas entre 1 e 6 graus celsius de mínimas.[11] Em Porto Alegre uma das principais estações de tratamento de água voltou a funcionar e reabastecer parte da população. As localidades no entorno da Lagoa dos Patos continuam em alerta. Em Rio Grande, a água atingiu áreas que anteriormente não haviam sido afetadas, no mesmo dia em que o nível da água atingiu seu máximo desde o início das enchentes na cidade, evento consequência da queda do nível guaíba que desagua indiretamente na Lagoa dos Patos.[12]
- 16 de maio de 2024 - Conforme o clima estava estabilizado, novas buscas também registraram novos óbitos que cresceram para 154, em comparação os desaparecidos diminuiram para 88.[13] O Lago Guaíba reduziu seu nivel na cidade de Porto Alegre, atingindo 4,522 metros, faziam dois dias que o nível do lago não abaixava dos 5 metros.[14] Para tentar auxiliar no escoamento da água de dentro da cidade para de volta ao lago, foi derrubada uma comporta do muro de contenção do Caís da Maúa, que já havia sido severamente afetada pela enchente. No vale do Taquarí, as cidades que haviam enfrentado os primeiros problemas da catástrofe começaram a se reconstruir com o escoamento das águas e o cerceamento das chuvas.[13] O vice-governador do Rio Grande do Sul, Gabriel Souza (MDB), confirmou que o governo planeja a construção de "cidades provisórias" em Porto Alegre, Canoas, Guaíba e São Leopoldo para abrigar as pessoas afetadas pelas enchentes em todo o estado.[15]
- 17 de maio de 2024 - Ao todo 461 municípios gaúchos foram diretamente afetados pelos temporais, o que representa 93% das cidades do estado. As inundações que até o momento estavam estabilizadas por conta da estiagem da chuva,[16] começaram a revelar novos problemas em diversas áreas. Na saúde além dos danos diretos das enchentes, o Rio Grande do Sul foi retirado temporariamente a rede de envio e recebimento de órgãos e tecidos para transplantes. O motivo apontado para isso foi o fechamento do Aeroporto Internacional Salgado Filho, em Porto Alegre, o que pode afetar 2,7 mil pessoas que estão na fila por um transplante.[17] Outra consequência foi revelada pelo Movimento dos Trabalhadores Rurais Sem Terra (MTST), que possui o título de maior produtor de arroz orgânico nacional com seus assentamentos no Rio Grande do Sul, o movimento calcula que o prejuízo do arroz perdido, somado ao que foi gasto como adiantamento em insumos para os produtores, é de R$ 17,6 milhões, além disso, 95 bovinos morreram, perda de animais, pastagens, galpões e leite não entregue é estimada em R$ 2,9 milhões.[18]
- 18 de maio de 2024 - Um novo óbito foi registrado, aumentando o número para 155 o número de óbitos total. O Rio Grande do Sul está em alerta para mais inundações e deslizamentos de terra, de acordo com alertas emitidos pelo Centro Nacional de Monitoramento e Alertas de Desastres Naturais.[19] Em Porto Alegre, moradores de algumas localidades da região central e região norte conseguiram retornar a suas casas, as ruas ficaram tomadas de lixo e móveis sendo retirados de dentro das casas. Manifestações começaram a aparecer no bairro boêmio Cidade Baixa, em móveis descartados foram escritas declarações contra o prefeito de Porto Alegre, Sebastião Melo e contra o governador do estado, Eduardo Leite.[20]
- 19 de maio de 2024 - A um aumento do número de mortos, com um total de 157 óbitos. Permanecendo 88 desaparecidos e com os trabalhos de busca sendo intensificados pela manutenção do clima estável e sem chuvas.[21] Mesmo com a estabilidade o estado continuou em alerta para uma possivel volta das chuvas.[22] A violência no estado sofreu um aumento significativo, cidades registraram furtos e roubos a lojas, além de roubos de veículos por quadrilhas.[23] Na cidade de Porto Alegre, ônibus foram incendiados em protesto contra a suposta violência policial sofrida por um morador que foi encontrado morto na zona sul da cidade.[24]
- 20 de maio de 2024 - O número de óbitos se manteve estável, e as buscas por desaparecidos permaneceram, o clima permaneceu estável e frio. Bombas de sucção são instaladas na cidade de Porto Alegre para auxiliar no escoamento da cidade para de volta ao lago.[25] A preocupação começa a ser com o rescaldo da catástrofe, que pode elevar os casos de doenças, como leptospirose, ou acidentes com animais peçonhentos, como escorpiões.[26]
- 21 de maio de 2024 - Conforme o a chuva permanecia estável no estado, as buscas continuaram aumentando drasticamente o número de mortos para 161, somavam-se 806 feridos. Foi emitido um alerta para que os moradores da região metropolitana que estavam retornando a suas casas, não retornassem.[27] Na cidade de Porto Alegre, dois corredores provisórios foram instalados para entrada e saída de veículos da capital pela região do centro, desafogando o trânsito na zona norte e na cidade vizinha Viamão.[28] O nível do Lago Guaíba voltou a abaixar e atingiu os 4,07 m.[29] Segundo o Instituto Fiocruz, mais de 3 mil estabelecimentos da saúde foram afetados pelas inundações.[30]
- 22 de maio de 2024 - Mais um óbito foi registrado, elevando o a soma para 162 mortos.[31] Voltou a chover forte na região sul do estado, levantando o alerta na região de Rio Grande que já estava sendo afetada pela alta da Lagoa dos Patos.[32] Em Porto Alegre, a região central continuava com a redução no número de ruas atingidas, em contra partida, a zona norte foi afetada por uma inundação prolongada que voltou a inundar ruas nos bairros da região após escoamento da região central.[33]
- 23 de maio de 2024 - Mais um óbito é registrado, somando 163 óbitos e fortes chuvas voltam a ocorrer, na cidade de Porto Alegre chove em 12 horas o previsto para um mês.[34] O Lago Guaíba que estava em tendência de queda, voltou a subir e invadir ruas da cidade que já haviam sido afetadas, diversos moradores que haviam voltado para suas residências precisaram sair as pressas e as equipes de salvamento voluntárias voltaram a agir, a retirada precipitada da comporta pela prefeitura pode ter piorado a situação da cidade.[35][36] Regiões que não haviam sido afetadas anteriormente, começam a ser afetadas, como a região da Avenida Ipiranga após o aumento de um arroio que corta a cidade e deságua no Lago Guaíba, o arroio Dilúvio.[37]
- 26 de maio de 2024 - A reportagem do Fantástico da Globo mostrou como golpistas estão usando a tragédia no Rio Grande do Sul para aplicar golpes com o uso de inteligência artificial, as falsas vaquinhas virtuais, o desvio e venda de água.[38]

## Junho
- 6 de junho de 2024 - O governador Eduardo Leite (PSDB) anunciou de 500 casas temporárias para famílias de baixa renda que tiveram residências destruídas pelas enchentes e pelos temporais.[39]
- 7 de junho de 2024 - A Estação Rodoviária de Porto Alegre retomou as operações após ficar um mês fechada ao inundar durante as enchentes em todo o estado. A primeira viagem foi com destino a Capão da Canoa, no Litoral Norte. O veículo partiu às 7h da Capital.[40]
- 8 de junho de 2024 - Pouco mais de um mês após as enchentes no Rio Grande do Sul, as Estações de Tratamento de Água (ETAs), que abastecem a capital Porto Alegre voltaram a operar com todas as unidades. No mesmo dia, o Departamento Municipal de Água e Esgoto (Dmae) anunciou a recuperação da ETA Ilha da Pintada, que foi a ultima estação de tratamento a ser restaurada.[41]
- 10 de junho de 2024 - O presidente do Brasil, Luiz Inácio Lula da Silva recebeu uma ligação do presidente da Rússia, Vladimir Putin, na manhã do mesmo dia. No telefonema, o russo expressou solidariedade às vítimas das enchentes no Rio Grande do Sul, cerca de um mês após a tragédia que vitimou centenas no estado.[42]
- 11 de junho de 2024 - Durante um encontro com autoridades de Pernambuco, no Palácio do Planalto, o presidente do Brasil, Luiz Inácio Lula da Silva, criticou os planos de construção de casas provisórias para as pessoas atingidas pelas enchentes no Rio Grande do Sul, anunciados pelo governador Eduardo Leite.[43]
- 19 de junho de 2024 - Os moradores de Porto Alegre que tiveram as casas inundadas durante as enchentes de maio voltaram a registrar alagamentos nas residências após a chuva que atingiu a capital do Rio Grande do Sul. Os maiores transtornos ocorreram na Zona Norte da capital.[44]
- 30 de junho de 2024 - A limpeza do piso do terminal de passageiros do Aeroporto Internacional Salgado Filho, em Porto Alegre, foi concluída.[45][46]

## Julho
- 4 de julho de 2024 - As primeiras famílias de desabrigados pelas enchentes começaram a chegar nas moradias temporárias, inauguradas em Canoas, na Região Metropolitana.[47]
- 10 de julho de 2024 - O Senado Federal aprovou um projeto de lei que permite a suspensão por 180 dias do pagamento de empréstimo consignado de aposentados e pensionistas atingidos pela calamidade pública no Rio Grande do Sul.[48]
- 15 de julho de 2024 - O Aeroporto Internacional Salgado Filho, em Porto Alegre, retomou o embarque e desembarque de passageiros após ser atingido pela enchente desde maio de 2024.[49]
- 17 de julho de 2024 - O Senado Federal aprovou uma proposta que isenta a população atingida pelo desastre climático no Rio Grande do Sul do Imposto sobre Produtos Industrializados (IPI). A proposta, de autoria da deputada federal Maria do Rosário (PT-RS), prevê desconto na compra de móveis e eletrodomésticos da linha branca para todos os afetados pelas chuvas de maio.[50]
- 26 de julho de 2024 - O governo estadual do Rio Grande do Sul disse que o número de pessoas em abrigos, cerca de três meses após as cheias e os temporais, chegou a cerca de 3,3 mil até o mesmo dia.[51]
- 30 de julho de 2024 - O Ministério do Trabalho e Emprego informou que o estado do Rio Grande do Sul, que passou por fortes enchentes entre abril e maio, foi o único a registrar mais demissões que contratações em junho. No mês anterior, os postos de trabalho fechados naquele estado somaram 8,56 mil postos, número abaixo do registrado em maio, de 22 mil demissões.[52]

## Vítimas
| Data  | Cidades atingidas | Desabrigados e desalojados | Mortes | Desaparecidos | Ref.   |
| ----- | ----------------- | -------------------------- | ------ | ------------- | ------ |
| 30/04 | 77                | ~300                       | 5      | 18            | [ 53 ] |
| 01/05 | 114               | ~4 500                     | 10     | 21            | [ 54 ] |
| 02/05 | 154               | ~14 900                    | 29     | 60            | [ 55 ] |
| 03/05 | 265               | ~32 200                    | 39     | 68            | [ 56 ] |
| 04/05 | 317               | ~82 566                    | 55     | 74            | [ 57 ] |
| 05/05 | 341               | ~134 331                   | 78     | 105           | [ 58 ] |
| 06/05 | 364               | ~149 300                   | 83     | 111           | [ 59 ] |
| 07/05 | 388               | ~203 800                   | 90     | 132           | [ 60 ] |
| 08/05 | 425               | ~231 214                   | 100    | 130           | [ 61 ] |
| 09/05 | 425               | ~232 125                   | 107    | 136           | [ 62 ] |
| 10/05 | 435               | ~406 733                   | 113    | 146           | [ 63 ] |
| 11/05 | 444               | ~411 326                   | 136    | 125           | [ 64 ] |
| 12/05 | 447               | ~619 943                   | 145    | 132           | [ 65 ] |
| 13/05 | 450               | ~615 650                   | 147    | 127           | [ 66 ] |
| 14/05 | 446               | ~617 739                   | 149    | 112           | [ 67 ] |
| 15/05 | 449               | ~614 825                   | 149    | 108           | [ 68 ] |
| 16/05 | 461               | ~617 391                   | 151    | 104           | [ 69 ] |
| 17/05 | 461               | ~618 353                   | 154    | 94            | [ 70 ] |
| 18/05 | 461               | ~617 390                   | 155    | 94            | [ 71 ] |
| 19/05 | 463               | ~658 588                   | 157    | 85            | [ 72 ] |
| 20/05 | 464               | ~657 821                   | 157    | 85            | [ 73 ] |
| 21/05 | 467               | ~653 136                   | 161    | 85            | [ 74 ] |
| 22/05 | 467               | ~649 978                   | 162    | 75            | [ 75 ] |
| 23/05 | 468               | ~647 405                   | 163    | 72            | [ 76 ] |
| 24/05 | 469               | ~645 531                   | 163    | 65            | [ 77 ] |
| 25/05 | 469               | ~637 429                   | 166    | 61            | [ 78 ] |
| 26/05 | 469               | ~637 451                   | 169    | 56            | [ 79 ] |
| 27/05 | 469               | ~637 451                   | 169    | 53            | [ 80 ] |
| 28/05 | 471               | ~630 427                   | 169    | 50            | [ 81 ] |
| 29/05 | 473               | ~629 289                   | 169    | 45            | [ 82 ] |
| 30/05 | 473               | ~626 764                   | 169    | 44            | [ 83 ] |
| 31/05 | 473               | ~619 706                   | 169    | 44            | [ 84 ] |
| 01/06 | 475               | ~617 923                   | 171    | 43            | [ 85 ] |
| 02/06 | 475               | ~617 439                   | 172    | 42            | [ 86 ] |
| 03/06 | 475               | ~616 611                   | 172    | 42            | [ 87 ] |
| 04/06 | 476               | ~610 274                   | 172    | 44            | [ 88 ] |
| 05/06 | 476               | ~603 223                   | 172    | 41            | [ 89 ] |